# YOUNG MAN (Y.M.C.A.)
「YOUNG MAN (Y.M.C.A.)」（ヤングマン ワイ・エム・シー・エー、Young Man Can do Anything）は、西城秀樹の28枚目のシングル。1979年2月21日にRCAから発売された。

## 制作

### YOUNG MAN (Y.M.C.A.)
- ディスコ音楽として、当時アメリカでヒット中のヴィレッジ・ピープルの「Y.M.C.A.」を、西城のマネージャーであった天下井隆二（クレジットでは『あまがいりゅうじ』名義）が青春讃歌および応援歌として訳詞し、大谷和夫が青春歌謡ポップス風にアレンジした作品である[7]。西城が1978年に渡米した際に原曲を知り、これは絶対に売れると確信を持ち、自身でカバーを提案したところ[8]、周りのスタッフからはカバー曲になることや同性愛イメージを売りにした曲であることなどから猛反対を受けたといわれる[9]。

- 翌1979年1月4日から3日間、大阪・厚生年金会館での新春コンサートで初披露。リクエストが殺到し、急遽2月21日発売の新曲としてレコーディングすることになった[10]。曲中の手拍子は西城のファンクラブの会員をスタジオに招いてレコーディングされた[11]。業界のスケジュールを無視した緊急発売だったため[8]、日本ビクター（当時）の大和工場に西城自ら出向き、「（僕のレコードのために）残業させてしまいますが、お願い申し上げます」と呼びかけてミカン箱の上に登り、本曲を歌唱して工場従業員たちを激励したという[12][13]。

- ジャケット写真はロサンゼルスのセンチュリーシティで撮影された。
- 曲の最後では、ライブ感を出すために、ファン50人のかけ声・歌声を入れている[14]。

### HIDEKI DISCO SPECIAL
- 過去のヒット曲をディスコビートに乗せたメドレー形式の楽曲となっており、終盤には表題曲のイントロ部分が挿入されている[7]。

## パフォーマンス

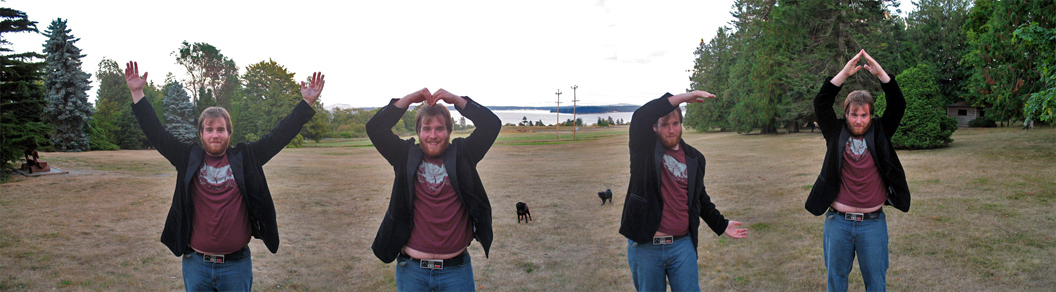
「Y」「M」「C」「A」を全身で表した図

- 「Y」「M」「C」「A」の4文字を全身で表現し、全世界に向けて共通のメッセージを発信、「みんなで歌い、心身を躍動させて一緒に踊る」という、観客参加型のパフォーマンスがブームとなった。振付は西城の振付を長年にわたり手がけた一の宮はじめによる[15]。これは原曲のヴィレッジ・ピープル版にも逆輸入された。

- 1979年末に行われた『第30回NHK紅白歌合戦』でも歌唱した[16]。その後、第45回（1994年）、第46回（1995年）でも歌唱されている。

- 翌1980年の春には第52回選抜高等学校野球大会の入場行進曲にも選ばれた。

- 西城がかつて川崎市に在住していた縁で、日本プロサッカーリーグ（Jリーグ）の川崎フロンターレが等々力陸上競技場で行う試合（ホームゲーム）のハーフタイムショーに出演し、この曲を歌うことがあった。初登場は2000年7月26日のヴェルディ川崎戦で、2004年から西城が死去する前年の2017年まで毎年市制記念試合の度に行われ、恒例行事となっていた[注釈 1]。2012年からは脳梗塞の後遺症のためオープンカーでトラックを1周しながら歌う形式となり、没後の2018年は西城が座っていた後部席に西城の等身大パネルが置かれ、競技場内に生前のハーフタイムショーでの姿と歌声が流れる中での大合唱となった。2019年からは西城と親交のあったコロッケが後任を務めている。

## チャート成績
- オリコンでは発売から2週間で第3位に初登場し、翌週には第1位を獲得、その後も5週連続で1位に輝き（100位内21週）、売上げ180.8万枚という大ヒットとなった[2][5][注釈 2]。RVC（現：ソニー・ミュージックレーベルズ）が1979年5月20日付けで100万枚突破記念のゴールドディスクを制作した。新御三家の全てのシングルの中でも最大のセールスを誇る。中将タカノリは「ディスコ歌謡最大のヒット曲」と評価している[8]。

- オリコンの第1位獲得は「ちぎれた愛」、「愛の十字架」に続いて3作目となった[2]。1979年度の年間シングル・チャートでも「激しい恋」の第8位（1974年度）を上回る、第7位に輝いた[2][5][18]。

- TBS系『ザ・ベストテン』では「ブーツをぬいで朝食を」以来の第1位を獲得、9週連続で1位にランクインし、同番組史上初にして唯一の満点（9999点）を記録した（1979年4月5日、12日放送）[6][19]。前年の「ブルースカイ ブルー」の第9位に続いて、1979年の年間ベストテンでも第7位に輝いた[6]。

- 第10回日本歌謡大賞と第8回FNS歌謡祭ではグランプリを受賞した[3][4]。なお第21回日本レコード大賞では外国作品のカバーであることを理由に同曲でのエントリーができず、代わりに「勇気があれば」がノミネートされ金賞を獲得した[20][注釈 3]。

## 収録曲
| 全編曲: 大谷和夫。 | |                                                  |           |       |
| #                  | タイトル | 作詞                                             | 作曲      | 時間  |
| 1.                 | 「YOUNG MAN (Y.M.C.A.)」 | - V.Wills, H.Belolo - 日本語詞: あまがいりゅうじ | J.Morali  | 4:43  |
| 2.                 | 「HIDEKI DISCO SPECIAL」(炎〜君よ抱かれて熱くなれ〜ブーツをぬいで朝食を〜激しい恋〜ブーメランストリート〜ジャガー〜傷だらけのローラ〜ラストシーン〜ブルースカイ ブルー) |                                                  |           | 5:36  |
| 合計時間:          | 合計時間: | 合計時間:                                        | 合計時間: | 10:19 |

## 「YOUNG MAN (Y.M.C.A.)」のカバー
- 渋谷哲平 - 『ヤング・セーラーマン』収録、1979年
- 笑む&笑むs（松岡充、都啓一、岡野ハジメ） - 『西城秀樹ROCKトリビュート KIDS WANNA ROCK!』収録、1997年
- はいだしょうこ - 『しょうこのMy Favorite Songs』収録、2008年
- 桑田佳祐 - 『桑田佳祐 LIVE TOUR & DOCUMENT FILM 「I LOVE YOU -now & forever-」完全盤』、2012年/『平成三十年度! 第三回ひとり紅白歌合戦』収録、2019年
- 野坂昭如 - 『Testament '80 昭和ヒトケタ二度目の敗戦コンサート 』収録、2016年
- BOYS AND MEN - 『威風堂々〜B.M.C.A.〜』収録（ボイメンver.にアレンジ）、2016年
- レイザーラモンHG - シングル、2006年
- GENERATIONS from EXILE TRIBE - 『涙を流せないピエロは太陽も月もない空を見上げた』収録、2017年
- E-girls - 『E.G. 11』収録、2018年
- ASKA - 『ASKA CONCERT TOUR 2019 Made in ASKA -40年のありったけ- in 日本武道館』収録、2019年
- ジュリオ（オカモトショウ） - 『ムジカ・ピッコリーノ』（シーズン10 #12、他の登場人物がダンスとコーラスを担当している）、2022年

### YMCA好知己
- 林子祥 - 広東語アルバム『抉擇』収録、香港、1979年

### 年輕人YMCA
- 谷行雲 - 中国語アルバム『蝸牛與鸝鳥』収録、シンガポール、1981年
- 吴永法&何耀伟 - 中国語アルバム『阿里巴巴』収録、中国、1985年
- 杨坤 - 中国語アルバム『DISCO（的士高）』収録、中国、2010年

### YMCA青年人
- 林芳 - 中国語アルバム『现代小姐』収録、中国、1984年

## 関連作品
- 「ヤング・セーラーマン」 - 渋谷哲平のシングル（ヴィレッジ・ピープルの「イン・ザ・ネイヴィー」をカバー。衣装やパフォーマンスに「YOUNG MAN (Y.M.C.A.)」の影響が見られ、間奏では原曲には存在しないアルファベット（SAIL）を表す歌詞と振り付けがある）、1979年
- 「JODAN JODAN」 - 海援隊のシングル、1979年
- 『卒業旅行 ニホンから来ました』 - 日本映画（劇中で、主演の織田裕二が「YOUNG MAN (Y.M.C.A.)」を歌っている）、1993年
- 「電脳☆GQバトラー!!」 - 同番組コーナー「反射バトル だせだせYMCA」で、本曲パフォーマンスを「あっち向いてホイ」の要領で行うゲームが放送された。1995年
- 「西城秀樹のおかげです」 - 森奈津子の短編SF小説（「YOUNG MAN (Y.M.C.A.)」が題材）、短編集『西城秀樹のおかげです』収録、2000年
- 「トラベ郎」 - 赤塚不二夫のギャグ漫画（「YOUNG MAN (Y.M.C.A.)」がネタ）、短編集『夜の赤塚不二夫』収録、2021年

## この曲が主に使用されるもの
- 読売ジャイアンツのテイラー・ヤングマンの登場曲
- 川崎フロンターレのハーフタイムショー
- コサキンDEワァオ!のコサキンソング

## コマーシャル・ソングとして
- サビの「♪Y・M・C・A～」以降の部分が、替え歌としてコマーシャル・ソングに使用された。
  - コミュニケーションズ 0033（選択中継サービス）、2004年
  - ワイモバイル「素晴らしいワイモバイル」編、2016年
- 2000年代前半に西城が出演していたアサヒフードアンドヘルスケア（現・アサヒグループ食品）「シーズケース」のCMでは、サビの手前の間奏部分で「C!C!C!C!」と歌ったあと、Cのポーズを取りながら「素晴らシー!」と叫んでいた。